# Listă de jocuri video Star Trek
Aceasta este o listă de jocuri video Star Trek. Pentru jocuri vezi Listă de jocuri Star Trek.

## Jocuri video

### Arcade
| An   | Titlu                                      | Platformă |
| ---- | ------------------------------------------ | --------- |
| 1982 | Star Trek - Strategic Operations Simulator | Arcade    |
| 2000 | Star Trek: Borg Contact                    | Arcade    |
| 2002 | Star Trek: Voyager - The Arcade Game       | Arcade    |

### Computer
Istoria jocurilor Star Trek pe calculatoare personale începe în 1971, cu jocul-text pentru computer Star Trek scris în BASIC. 

#### Jocuri commerciale
| An      | Titlu                                                    | Platformă                                   | Dezvoltator, editor                                      |
| ------- | -------------------------------------------------------- | ------------------------------------------- | -------------------------------------------------------- |
| 1971    | Star Trek (text game)                                    | multiple                                    | Mike Mayfield                                            |
| 1972    | Star Trek (script game)                                  | PDP-10                                      | Don Daglow                                               |
| 1979    | Apple Trek                                               | Apple II                                    |                                                          |
| 1980 c. | 3-D Star Trek                                            | Atari 800                                   | Color Software                                           |
| 1980    | Star Trek 3.5                                            | TRS-80, Apple II, Atari 800                 | Adventure International                                  |
| 1981    | Tari Trek                                                | Atari 800                                   | Quality Software                                         |
| 1981    | Begin: A Tactical Starship Simulation                    | DOS                                         |                                                          |
| 1982    | The Warp Factor                                          | Apple II, DOS                               | Strategic Simulations, Inc.                              |
| 1983    | Star Trek: Strategic Operations Simulator (ports)        | VIC-20                                      |                                                          |
| 1984    | Star Trek: The Promethean Prophecy                       | Apple II, C64, DOS                          | Simon & Schuster                                         |
| 1985    | Star Trek: The Kobayashi Alternative                     | Apple II, C64, DOS                          | Simon & Schuster                                         |
| 1987    | Star Trek: The Rebel Universe                            | Atari ST, C64, DOS                          | Simon & Schuster                                         |
| 1988    | Star Trek: First Contact                                 | DOS                                         |                                                          |
| 1989    | Star Trek: The Next Generation: The Transinium Challenge | DOS                                         |                                                          |
| 1989    | Star Trek V: The Final Frontier                          | DOS                                         |                                                          |
| 1991    | Begin 2 (game)                                           | DOS                                         |                                                          |
| 1992    | Star Trek: 25th Anniversary                              | DOS, Macintosh, Amiga                       | Interplay Entertainment                                  |
| 1993    | Star Trek: Judgment Rites                                | DOS, Macintosh                              | Interplay Entertainment                                  |
| 1995    | Star Trek: The Next Generation - A Final Unity           | DOS, Macintosh                              | Spectrum HoloByte, MicroProse                            |
| 1995    | Star Trek: Klingon                                       | Windows                                     | Simon & Schuster                                         |
| 1996    | Star Trek: Borg                                          | Windows, Macintosh                          | Simon & Schuster                                         |
| 1996    | Star Trek: Deep Space Nine: Harbinger                    | DOS, Macintosh                              | Stormfront Studios, Viacom NewMedia                      |
| 1997    | Star Trek: Starfleet Academy                             | Windows, Macintosh                          | High Voltage Software, Interplay Entertainment           |
| 1997    | Star Trek Generations                                    | Windows                                     | Microprose                                               |
| 1997    | Star Trek Pinball                                        | Windows                                     |                                                          |
| 1998    | Star Trek: The Next Generation: Klingon Honor Guard      | Windows, Macintosh                          | Microprose                                               |
| 1998    | Star Trek: The Game Show                                 | Windows, Macintosh                          |                                                          |
| 1998    | Star Trek: Starship Creator                              | Windows, Macintosh                          | Imergy, Simon & Schuster                                 |
| 1999    | Star Trek: Birth of the Federation                       | Windows                                     | Microprose, Hasbro                                       |
| 1999    | Star Trek: Secret of Vulcan Fury                         | cancelled                                   | Interplay Entertainment                                  |
| 1999    | Star Trek: Starfleet Command                             | Windows                                     | Quicksilver Software, Interplay Entertainment            |
| 1999    | Star Trek: Hidden Evil                                   | Windows                                     | Presto Studios, Activision                               |
| 2000    | Star Trek: Armada                                        | Windows                                     | Mad Doc Software, Activision                             |
| 2000    | Star Trek: Deep Space Nine: The Fallen                   | Windows, Macintosh                          | The Collective, Inc., Simon & Schuster                   |
| 2000    | Star Trek: ConQuest Online                               | Windows                                     | Genetic Anomalies, Activision                            |
| 2000    | Star Trek: Klingon Academy                               | Windows, Macintosh                          | 14 Degrees East, Interplay Entertainment                 |
| 2000    | Star Trek: New Worlds                                    | Windows                                     | 14 Degrees East, Interplay Entertainment                 |
| 2000    | Star Trek: Starship Creator Warp II                      | Windows                                     |                                                          |
| 2000    | Star Trek: Voyager: Elite Force                          | Windows, Macintosh                          | Raven Software, Activision                               |
| 2001    | Star Trek: Deep Space Nine: Dominion Wars                | Windows                                     | Gizmo Games, Simon & Schuster                            |
| 2001    | Star Trek: Armada II                                     | Windows                                     | Mad Doc Software, Activision                             |
| 2001    | Star Trek: Away Team                                     | Windows                                     | Reflexive Entertainment, Activision                      |
| 2001    | Star Trek: Borg Assimilator                              | cancelled                                   | Activision                                               |
| 2001    | Star Trek: Starfleet Command II: Empires at War          | Windows                                     | Taldren, Interplay Entertainment                         |
| 2001    | Star Trek: Starfleet Command: Orion Pirates              | Windows                                     | Taldren, Interplay Entertainment                         |
| 2002    | Star Trek: Starfleet Command III                         | Windows                                     | Taldren, Activision                                      |
| 2002    | Star Trek: Bridge Commander                              | Windows                                     | Totally Games, Activision                                |
| 2003    | Star Trek: Elite Force II                                | Windows, Macintosh                          | Ritual Entertainment, Activision                         |
| 2006    | Star Trek: Legacy                                        | Windows, Xbox 360                           | Mad Doc Software, Bethesda Softworks                     |
| 2009    | Star Trek: D-A-C                                         | Windows, Xbox 360, Macintosh, PlayStation 3 | Naked Sky Entertainment, Paramount Digital Entertainment |
| 2010    | Star Trek Online                                         | Windows                                     | Cryptic Studios, Perfect World Entertainment             |
| 2011    | Star Trek Infinite Space                                 | Windows                                     | GameForge                                                |
| 2013    | Star Trek                                                | Windows, Xbox 360, PlayStation 3            | Digital Extremes                                         |
| 2016    | Star Trek Timelines                                      | Browser, IOS, Android                       | Disruptor Beam                                           |

### Console
| An   | Titlu                                                  | Platformă                                                      |
| ---- | ------------------------------------------------------ | -------------------------------------------------------------- |
| 1979 | Star Trek: Phaser Strike                               | Microvision                                                    |
| 1982 | Star Trek: The Motion Picture (video game)             | Vectrex                                                        |
| 1989 | Star Trek V: The Final Frontier (NES game)             | Nintendo Entertainment System (cancelled)                      |
| 1991 | Star Trek: 25th Anniversary                            | Nintendo Entertainment System                                  |
| 1992 | Star Trek: 25th Anniversary                            | Game Boy                                                       |
| 1993 | Star Trek: The Next Generation: Future's Past          | Super Nintendo Entertainment System                            |
| 1993 | Star Trek: The Next Generation                         | Game Boy, Nintendo Entertainment System                        |
| 1994 | Star Trek: The Next Generation: Echoes from the Past   | Sega Game Gear, Sega Genesis (Mega Drive)                      |
| 1994 | Star Trek Generations: Beyond the Nexus                | Game Boy, Game Gear                                            |
| 1994 | Star Trek: Starfleet Academy Starship Bridge Simulator | Sega 32X, Super Nintendo Entertainment System                  |
| 1994 | Star Trek: Deep Space Nine - Crossroads of Time        | Sega Genesis (Mega Drive), Super Nintendo Entertainment System |
| 2000 | Star Trek: Invasion                                    | PlayStation                                                    |
| 2000 | Star Trek: Voyager – Elite Force                       | PlayStation 2                                                  |
| 2004 | Star Trek: Shattered Universe                          | PlayStation 2, Xbox                                            |
| 2006 | Star Trek: Tactical Assault                            | PlayStation Portable, Nintendo DS                              |
| 2006 | Star Trek: Legacy                                      | Xbox 360                                                       |
| 2006 | Star Trek: Encounters                                  | PlayStation 2                                                  |
| 2007 | Star Trek: Conquest                                    | Wii, PlayStation 2                                             |
| 2009 | Star Trek: DAC                                         | Xbox 360, PlayStation 3                                        |
| 2009 | Star Trek: The Mobile Game                             | iOS (iPhone, iPod Touch)                                       |
| 2013 | Star Trek                                              | Xbox 360, PlayStation 3, Microsoft Windows                     |
| 2016 | Star Trek Online                                       | Xbox One, PlayStation 4, Windows, Macintosh                    |
| 2017 | Star Trek: Bridge Crew                                 | PlayStation 4, Windows                                         |